# Fairmed
Fairmed ist eine Schweizer Non-Profit-Organisation zur Bekämpfung von Armutskrankheiten. Fairmed hiess zwischen 2000 und 2009 Leprahilfe Emmaus Schweiz, ist als Stiftung organisiert und hat ihren Sitz in Bern. Fairmed leistet medizinische Hilfe in Ländern des Südens mit einem Schwerpunkt auf afrikanischen und asiatischen Ländern, insbesondere Kamerun und Indien.
Die Stiftung arbeitet mit staatlichen Strukturen und mit privaten Dienstleistern zusammen und trägt das ZEWO-Gütesiegel für Spenden sammelnde Organisationen in der Schweiz.

## Geschichte
Der Entwicklungshelfer Marcel Farine war in seinem sozialen Engagement für die Emmaus-Bewegung in Bern tätig. Diese entstand 1956 im Anschluss an einen Vortrag von Abbé Pierre in einem Berner Keller. Von hier zogen die "Kundschafter" der Bewegung aus, u. a. in die Altstadt, um Hilfsbedürftige zu unterstützen. Einer der Organisatoren war Farine, der die Präsidentschaft der Gruppe "Freunde von Emmaus" übernahm. 1958 lud er die Mitglieder der verschiedenen Emmaus-Gruppen und Gemeinschaften nach Genf ein und gründete mit ihnen „Emmaus Schweiz“, an deren Spitze er während 32 Jahren stand.
1959 entstand das Nationale Komitee für die Aussätzigen, das als Zweig der Schweizerischen Emmaus-Vereinigung und wenig später als unabhängige Institution erste Projekte in Kamerun, Indien und Tanganjika unterstützte.
Farines Begegnungen mit Raoul Follereau und mit Abbé Pierre legten den Grundstein für die endgültige soziale Ausrichtung seines Lebens und die Präzisierung der grundsätzlichen Ziele seines Einsatzes. Auf Ersuchen dieser beiden sozial engagierten Persönlichkeiten wurde er Gründungspräsident der Internationalen Vereinigung der Leprahilfswerke ILEP (1966) und von Emmaus International (1969). 1980 arbeitete er mit Freunden, die er in Indien traf, ein Programm für Hilfsbedürftige aus, das heute unter dem Namen Emmaus-Gemeinschaftsfonds (ECOMWEL) in diesem Land registriert ist.
Bis 1964 wurden Leprastationen in 28 Ländern in ihrem Aufbau unterstützt. 1966 gründete die Aussätzigenhilfe zusammen mit anderen Organisationen die Internationale Vereinigung der Leprahilfswerke (ILEP). In den 70er Jahren baute die Organisation zwei Lepraspitäler in den südindischen Städten Hubballi und Palamaner.
Da in der Leprabekämpfung insbesondere seit den 80er Jahren bedeutende Erfolge erzielt wurden, erweiterte die Organisation ihre Tätigkeitsfelder auf weitere Krankheiten wie Buruli und Tuberkulose. So wurde zum Beispiel in Kamerun 2002 ein Burulispital errichtet. Entsprechend änderte die Organisation 2009 ihren Namen von Leprahilfe Emmaus Schweiz in Fairmed.

## Schwerpunkte
Ein Hauptziel ist es, die Stärkung derjenigen Strukturen des Gesundheitssystems zu erreichen, welche auf die ärmsten Teile der Bevölkerung ausgerichtet sind. Die Organisation geht dabei von einem ganzheitlichen Ansatz der Gesundheit aus. Dies bedeutet, dass Krankheiten nicht isoliert, sondern in Zusammenhang mit der wirtschaftlichen und sozialen Situation der Menschen betrachtet werden. Hat eine leprakranke Person beispielsweise keinen Zugang zu Spezialschuhen, ist das Risiko gross, dass sie sich an den Füssen Verletzungen zufügt, die ihr einen geregelten Broterwerb erschweren bzw. unmöglich machen. Nebst der medizinischen Behandlung stärkt Fairmed deshalb auch die Prävention und unterhält Sozialprojekte.
Die Stiftung unterstützt die Gesundheit der ärmsten Bevölkerungsschichten durch:
- Medizinische Behandlung und Rehabilitation
- Stärkung der medizinischen Grundversorgung
- Arbeit in ländlichen Gebieten und in den Nachbarschaften der städtischen Slums
- Unterstützung für staatliche Gesundheitsprogramme
- Gesellschaftliche und berufliche Wiedereingliederung nach Erkrankungen
- Organisation der Selbsthilfe durch Mikrokredite und Krankenkassen
- Schutz vor Unterernährung